# Quản lý và cho thuê dịch vụ thiết bị
Quản lý và cho thuê dịch vụ thiết bị (ESM & R) đề cập đến quản lý dịch vụ thiết bị trong suốt vòng đời thiết bị nặng.  Sự cạnh tranh ngày càng tăng và lợi nhuận mỏng trong việc bán và cho thuê thiết bị hạng nặng tạo gánh nặng lớn cho các nhà sản xuất, đại lý, công ty cho thuê và doanh nghiệp dịch vụ để cải thiện hiệu suất dịch vụ của họ.  Cải thiện dịch vụ trong những điều kiện này là rất quan trọng để duy trì tỷ suất lợi nhuận và tăng lợi nhuận.
Cách tiếp cận ESM & R cung cấp một cái nhìn tích hợp về kinh doanh thiết bị nặng. Do đó, các nhà sản xuất, đại lý, nhà cung cấp, cho thuê và kinh doanh dịch vụ có thể cải thiện giá trị mà khách hàng của họ có được từ thiết bị của họ và sau đó cải thiện lợi nhuận của chính họ và giảm chi phí cùng một lúc.  Hợp tác là một yếu tố quan trọng trong chuỗi cung ứng thiết bị.
Các công ty thiết bị phải có hai nguyên tắc cơ bản thay cho kiểm soát hoạt động của hoạt động dịch vụ một mặt và mặt khác là thiết bị thông minh. (1) Điều này cho phép các công ty chuyển sang các phương pháp tiếp cận dịch vụ chủ động và đưa ra quyết định kinh doanh tốt hơn.  Để thấm nhuần hai nguyên tắc cơ bản này, các tổ chức dịch vụ đang áp dụng các quy trình và công cụ quản lý dịch vụ thiết bị.

## Vòng đời thiết bị nặng
Phương pháp ESM & R liên kết trực tiếp đến khái niệm vòng đời thiết bị cần kiểm soát liên tục và ghi chép lịch sử - từ dự báo ban đầu và bán thiết bị, cho đến vận chuyển, thuê, bảo dưỡng, đại tu và xử lý cuối cùng.  Do đó, thiết bị nặng, giống như bất kỳ vòng đời sản phẩm nào cũng có vòng đời riêng.  Các giai đoạn chính của vòng đời thiết bị nặng là:  
| Giai đoạn     | Những thách thức trong từng giai đoạn |
| ------------- | --- |
| Giới thiệu    | Thiết kế & sản xuất |
| sự phát triển | Hỗ trợ, bảo hành, điều khoản thỏa thuận của khách hàng, chi tiết dịch vụ, thông tin đồng hồ và các triệu chứng lỗi, tối ưu hóa mức độ chứng khoán, duy trì thông tin thiết bị cao nhất.                                                                 |
| Trưởng thành  | Sử dụng tất cả các dữ liệu đã được tích lũy theo thời gian liên quan đến lợi nhuận, lịch sử dịch vụ, chi tiết bảo trì, vấn đề bảo hành và nhiều hơn nữa.                                                                                                |
| Từ chối       | Sử dụng tất cả dữ liệu và số liệu thống kê được duy trì trong suốt hành trình của thiết bị. Những hồ sơ này cùng với phản hồi trực tiếp từ lĩnh vực này có thể cực kỳ có giá trị để phát triển sản phẩm mới và tinh chỉnh các thiết kế trong tương lai. |